# Altlußheim
Altlußheim – miejscowość i gmina w Niemczech, w kraju związkowym Badenia-Wirtembergia, w rejencji Karlsruhe, w regionie Rhein-Neckar, w powiecie Rhein-Neckar-Kreis, wchodzi w skład wspólnoty administracyjnej Hockenheim. Leży nad Renem, ok. 18 km na południowy zachód od Heidelbergu, przy drodze krajowej B39.

## Polityka
| Wybory 2006       |          |         |
| Partia            | Poparcie | Miejsca |
| FWV               | 39,6%    | 5       |
| SPD               | 33,3%    | 5       |
| CDU               | 27,1%    | 4       |
| Frekwencja: 60,4% |          |         |

## Osoby

### urodzone w Altlußheimie
- Bernhard Gehweiler (1879-1932) – deputowany do Landtagu Badenii

### związane z gminą
- Emil Frommel (1828-1896) – teolog i pisarz
- Heinz Hoppe (1924-1993) – śpiewak operowy

## Współpraca
Miejscowość partnerska:
- Gersdorf, Saksonia

## Galeria

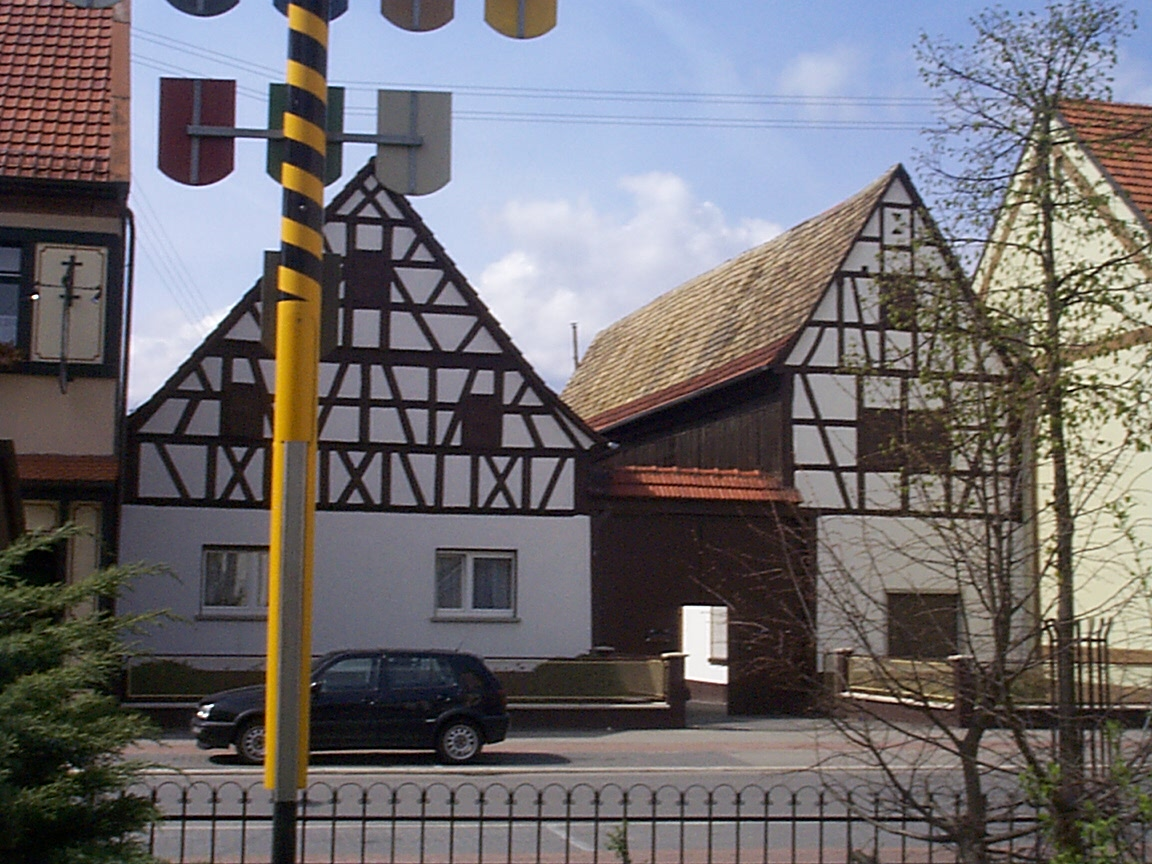
Altlußheim
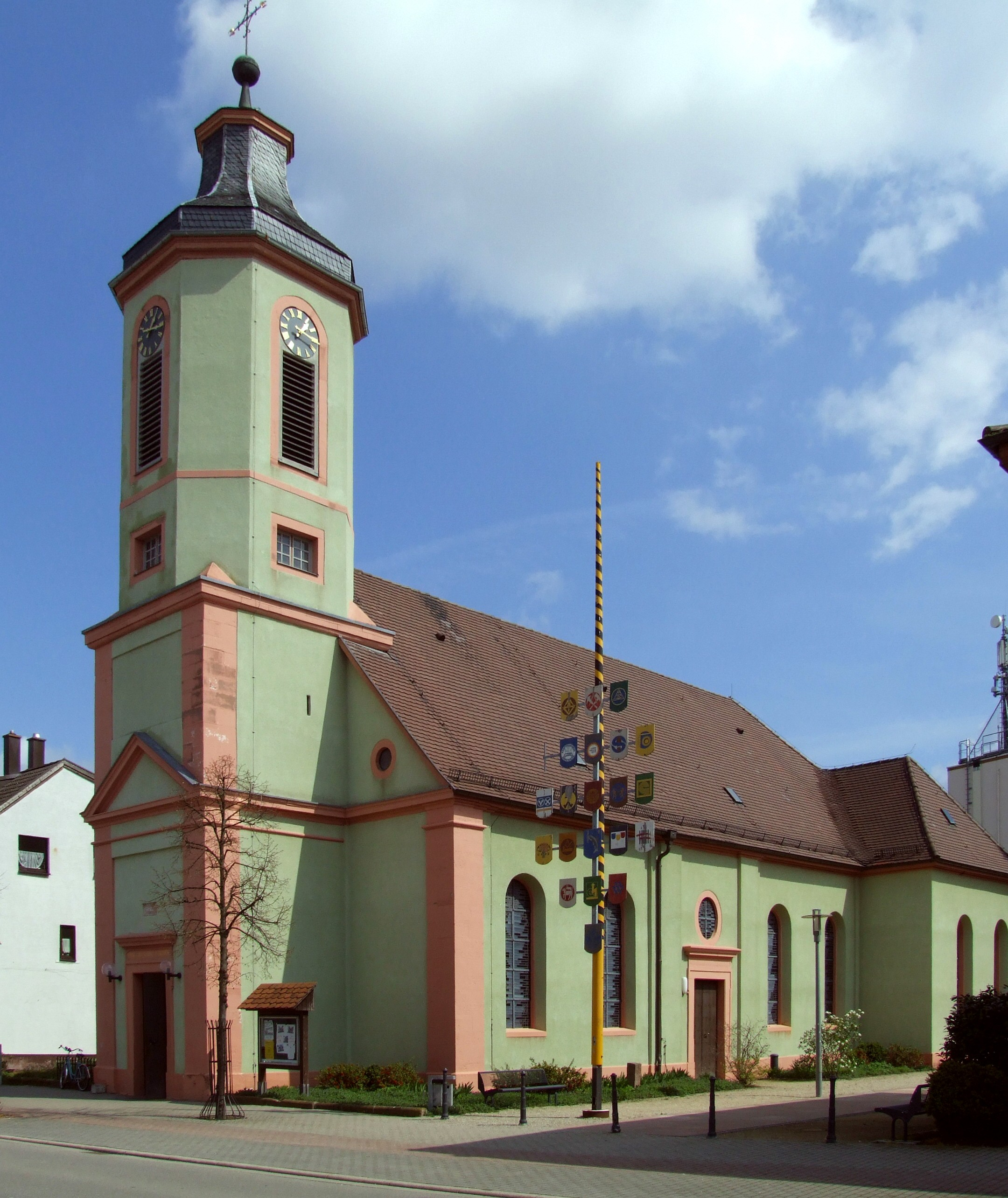
Kościół ewangelicki
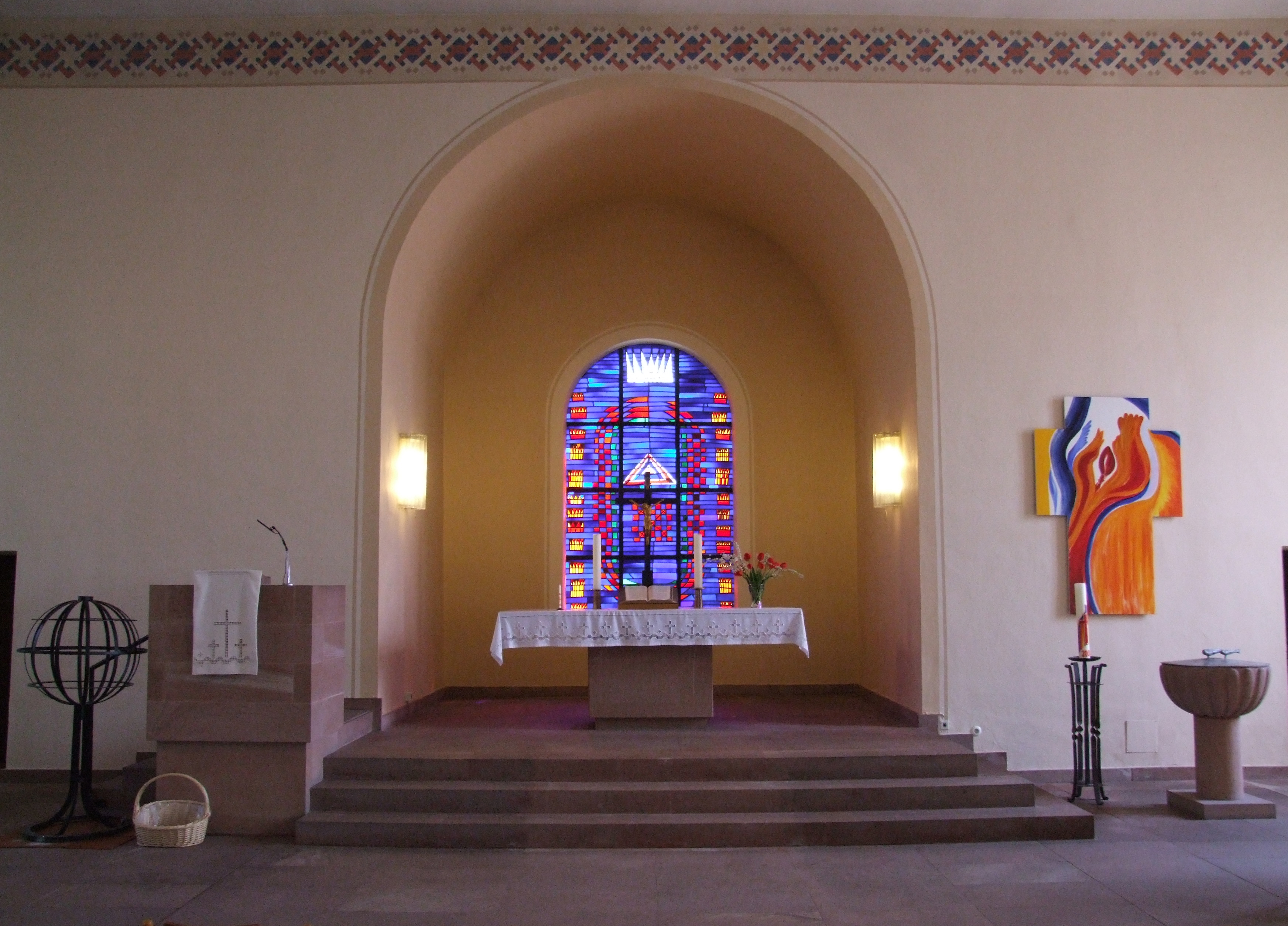
Ołtarz w kościele ewangelickim
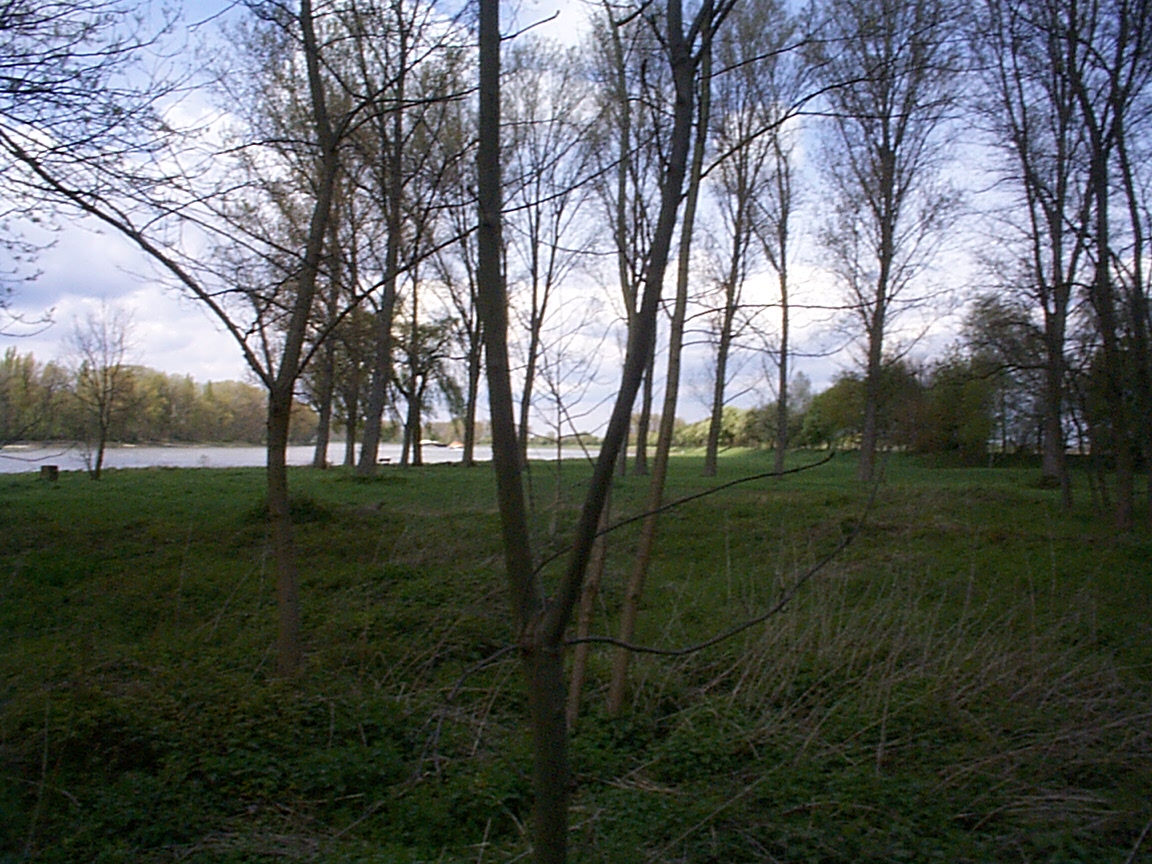
Ren w Altlußheimie
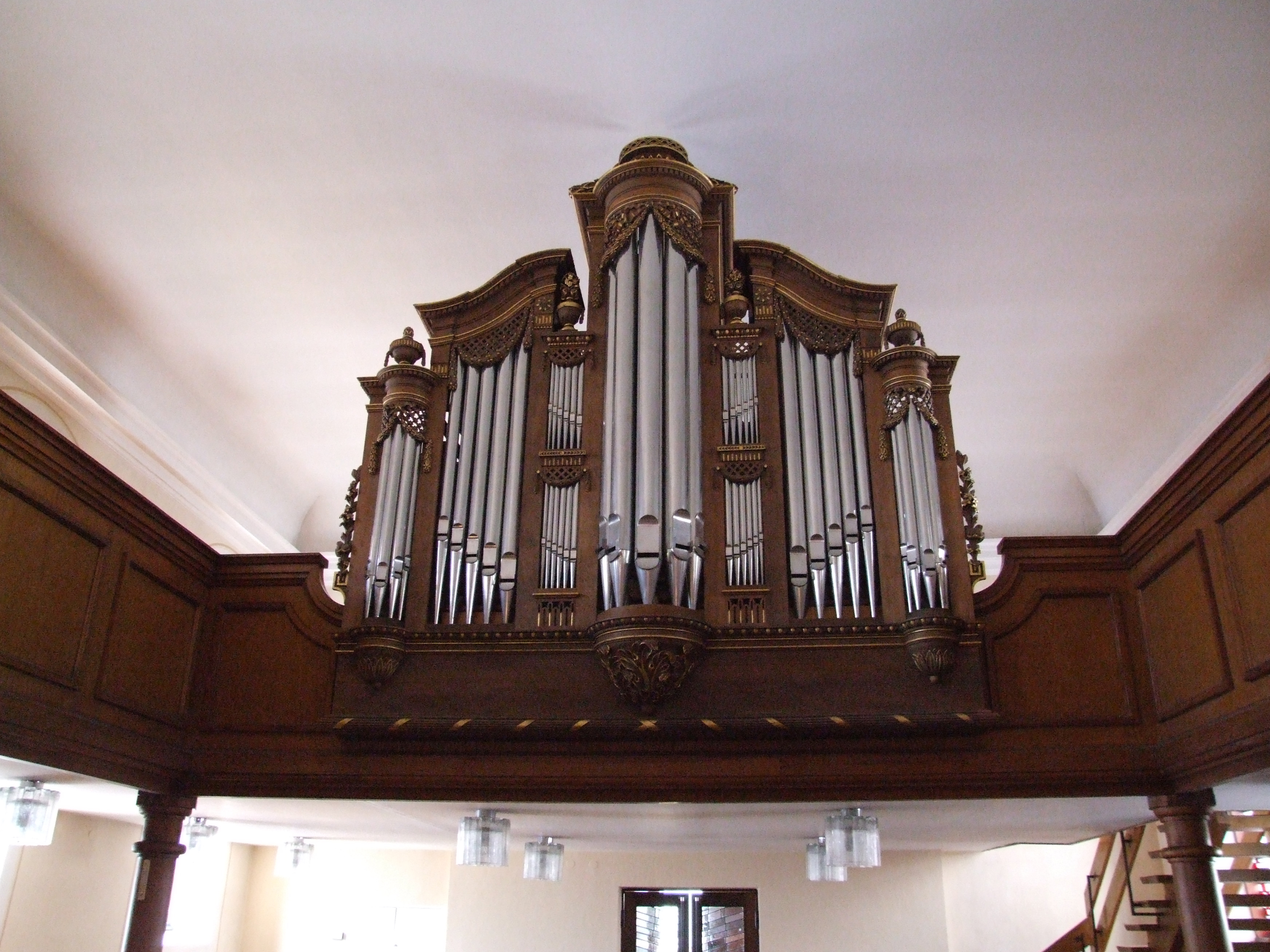
Organy w kościele ewangelickim
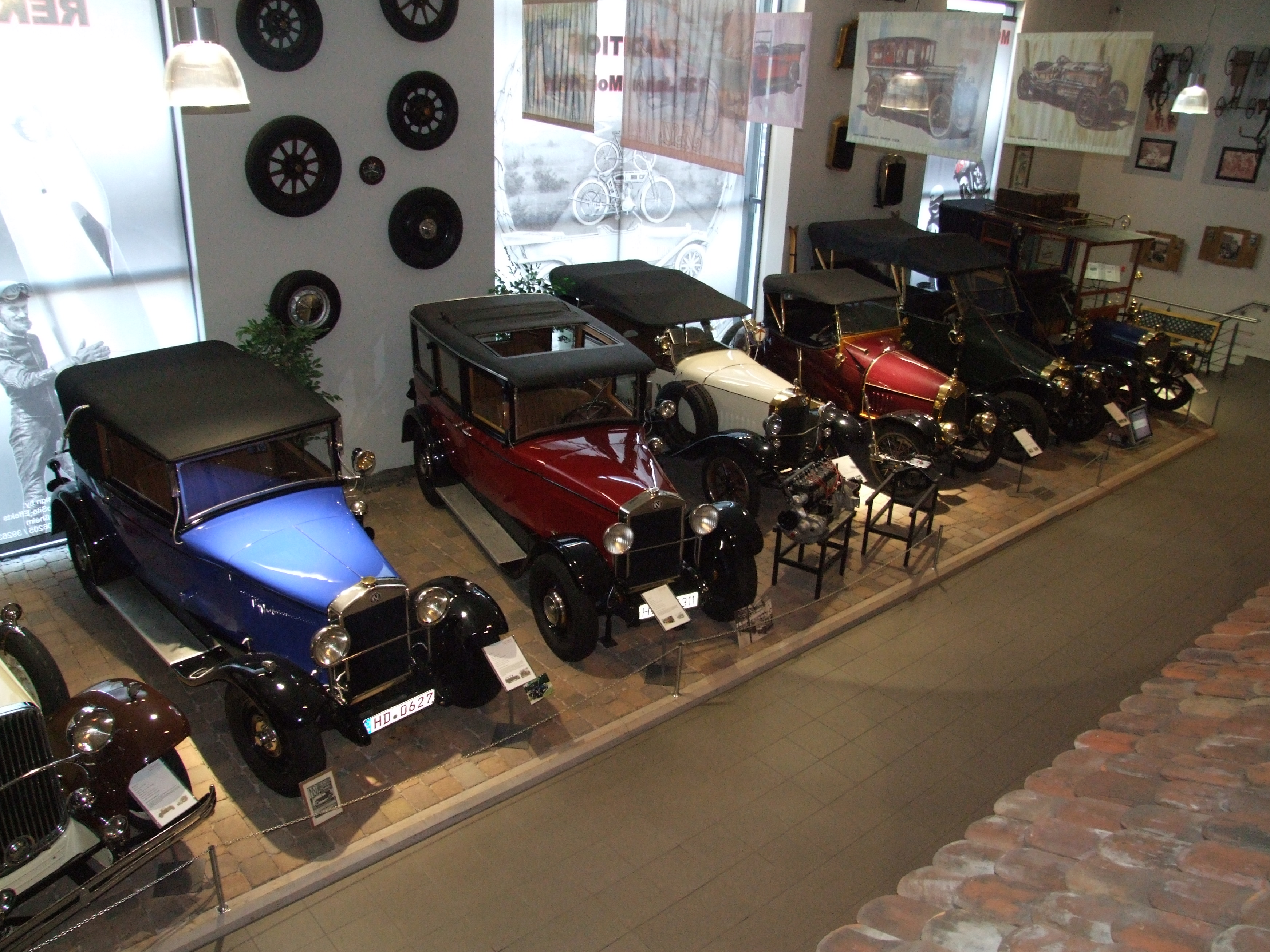
NSU-Oldtimer, Muzeum Autovision